# Le Père Duchêne
Le Père Duchêne è un giornale che è apparso durante i periodi rivoluzionari francesi del XIX secolo. Ha preso il titolo richiamandosi al periodico Le Père Duchesne pubblicato durante la Rivoluzione francese, il giornale degli Hébertisti, principalmente da Jacques-René Hébert. Dopo la morte di Hébert, il titolo è riapparso con tutti i tipi di varianti (La mère Duchesne - la madre Duchesne, Les fils du père Duchesne - I figli di padre Duchesne, Le fils du père Duchêne Illustré, ecc.) almeno un centinaio di volte dal 1790, soprattutto durante la Rivoluzione del 1848 e la Commune de Paris del 1871.

## Durante la Comune di Parigi

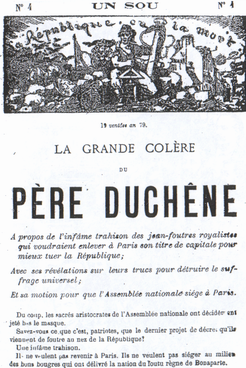
n°4, 19 ventoso anno 79 (10 marzo 1871)

La serie pubblicata sotto questo titolo durante la "Commune de Paris" ebbe per redattori Eugène Vermersch, Maxime Vuillaume e Alphonse Humbert. Questi nomi appaiono solamente sotto gli ultimi tre numeri, gli altri sono firmati "le Père Duchêne, commerciante di forni". Ciascun fascicolo contiene 8 pagine, ed è illustrato sopra il titolo da una miniatura con la didascalia 'La République ou la mort' (Repubblica o morte). Fu uno dei sei giornali soppressi dal generale Vinoy prima della Comune propriamente detta, che era allora al suo quinto numero. Dopo una breve interruzione, il numero 6 e i seguenti uscirono durante il periodo della Comune. La serie conta 68 numeri apparsi dal 6 marzo al 22 maggio 1871.
Le Père Duchêne è proprietà di cinque soci, tre redattori e due venditori. Di tendenza blanquista, estremamente radicale e senza compromessi, utilizza il linguaggio oltraggioso dei suoi predecessori. La rivista ha avuto una tiratura fino a 70 000 copie.
Élie Reclus considera le Père Duchêne come « le plus ignoble, parce qu'il veut l'être (il più ignobile, perché vuole esserlo) ».
Un numero 69 di questa serie è un falso, molto ricercato da bibliofili, che fu pubblicato nel 1882 a Rotterdam in 100 copie.